# Jordnötsskinn
Jordnötsskinn (Melzericium udicola) är en svampart som först beskrevs av Hubert Bourdot, och fick sitt nu gällande namn av Hauerslev 1975. Jordnötsskinn ingår i släktet Melzericium och familjen Atheliaceae.  Arten är reproducerande i Sverige. Inga underarter finns listade i Catalogue of Life.